# ニード・フォー・スピード モスト・ウォンテッド5-1-0
『ニード・フォー・スピード モスト・ウォンテッド 5-1-0』 (Need for Speed: Most Wanted 5-1-0) 略称NFSMWはEAカナダが開発し、エレクトロニック・アーツが2005年11月15日に米国で発売したレースゲーム。
このゲームはゲームプレイの大半に警察追跡の要素と、PSP版で前作からの車のカスタマイズを特徴としている。

## 概要
モスト・ウォンテッド 5-1-0のストーリーは基本的にニード・フォー・スピード モスト・ウォンテッドと同じであるが、同作で使用されたムービーなどは収録されておらず、フリーランモードも無い。警察追跡についてはレース中、プレイヤーの車を減速または停止させるため追突を繰り返してくる。ロードブロックはPSP版では突破する事が出来ず、避けるしか無い。また前作のアンダーグラウンドライバルズ に収録されていた改造項目は減っている。

## ゲームモード
キャリアモードではレースに勝ち、ボスに挑んで行く。新しい車とパーツはボスに勝利するとアンロックされ、全ての車、パーツのロックをはずすためにはキャリアモードの全てのレースやイベントをクリアする必要がある。
ストリート
決められたラップ数コースを周回する。
ラップKO
ストリートのルールに1周ごとに最後尾の車両が脱落するというルールを加えたもの。

## 登場車両
- Audi TT 3.2 Quattro
- BMW・M3 GTR (E46)
- Chevrolet Cobalt SS
- Chevrolet Corvette C6
- Ford GT
- Ford Mustang GT
- Mazda 3
- Mazda RX-8
- Lamborghini Gallardo
- Lotus Elise
- Mitsubishi Eclipse GT
- Mitsubishi Lancer Evolution VIII
- Porsche Carrera GT
- Porsche Carrera 4s
- Subaru Impreza WRX STI
- Volkswagen Golf GTI

## EA TRAX
レースミュージックにはハードロック、エレクトロニカそしてメニューミュージックにはヒップホップが主に使われている。
1. Styles of Beyond - Nine Thou(Superstars Remix)
2. T.I. Presents The P$C - Do Ya Thang
3. Rock - I Am Rock
4. Suni Clay - In A Hood Near You
5. The Perceptionists - Let's Move
6. Juvenile - Sets Go Up
7. Hush - Fired Up
8. DJ Spooky and Dave Lombardo - B-Side Wins Again feat. Chuck D
9. Celldweller feat. Styles of Beyond - Shapeshifter
10. Lupe Fiasco - Tilted
11. Ils - Feed The Addiction
12. Celldweller - One Good Reason
13. Hyper - We Control
14. Static-X - Skinnyman
15. Diesel Boy + Kaos - Barrier Break
16. Disturbed - Decadence
17. The Prodigy - You'll Be Under My Wheels
18. The Roots and BT - Tao of The Machine(Scott Humphrey's Remix)
19. Stratus - You Must Follow(Evol Intent VIP)
20. Mastodon - Blood And Thunder
21. Evol Intent, Mayhem & Thinktank - Broken Sword
22. Bullet For My Valentine - Hand Of Blood
23. Paul Linford and Chris Vrenna - The Mann
24. Avenged Sevenfold - Blinded In Chains
25. Jamiroquai - Feels Just Like It Should
26. Paul Linford and Chris Vrenna - Most Wanted Mash Up